# Nova Komunistička Partija Jugoslavije
Die Nova Komunistička Partija Jugoslavije (dt.: Neue Kommunistische Partei Jugoslawiens, abgekürzt: NKPJ) ist eine 1990 entstandene serbische Partei. Sie vertritt einen marxistisch-leninistischen Standpunkt.

## Geschichte
Die Partei wurde im Zuge des Zerfalls von Jugoslawien und der damit verbundenen Auflösung des Bundes der Kommunisten Jugoslawiens nach dessen XIV. Kongress am 30. Juni 1990 unter dem Namen Neue Kommunistische Bewegung Jugoslawiens in Belgrad von 265 Delegierten aus allen Teilen Jugoslawiens gegründet.
Auf dem zweiten Parteitag der NKPJ im April 1991 fand eine Auseinandersetzung um die Orientierung der Partei statt, der sich um die Frage drehte, ob die Partei marxistisch-leninistisch ausgerichtet sein sollte oder nicht.
1995 wurde auch offiziell der Name Neue Kommunistische Partei Jugoslawiens angenommen.
Den Sturz von Slobodan Milošević im Oktober 2000 verurteilte die NKPJ als Putsch pro-imperialistischer Kräfte.
2010 wurde die Partei aus dem Register der politischen Organisationen der Republik Serbien gestrichen, doch noch im selben Jahr als Neue Kommunistische Bewegung Jugoslawiens erneut registriert.
2020 gab die Partei bekannt, an der Parlamentswahl teilzunehmen. Jedoch verpasste sie die nötigen Unterstützerunterschriften aus der Bevölkerung zur Wahlteilnahme und konnte somit nicht antreten.
Von ihrer Gründung 2013 bis zu ihrer Auflösung 2023 war die NKPJ Mitglied der Initiative kommunistischer und Arbeiterparteien Europas.

## Politische Positionen
Die Partei beruft sich positiv auf das Leben und Wirken Karl Marx', Friedrich Engels', Lenins als auch Stalins. Entsprechend lehnt sie den Titoismus ab. Dennoch schätzt sie das Jugoslawien unter Titos Führung als sozialistischen Staat ein. Die gleiche Einschätzung besteht gegenüber Kuba und der DVR Korea.

## Parteiführung
| Amtszeit    | Name                |
| ----------- | ------------------- |
| 1990 – 2011 | Branko Kitanović    |
| 2011 – 2017 | Batrić Mijović      |
| seit 2017   | Aleksandar Banjanac |

## Wahlergebnisse
| Jahr    | Wahl                          | Stimmen | %      |
| ------- | ----------------------------- | ------- | ------ |
| 1990    | Parlamentswahl in Serbien     | 4.017   | 0,08 % |
| 1992/93 | Parlamentswahl in Jugoslawien | 5.678   | 0,38 % |
| 1992/93 | Parlamentswahl in Montenegro  | 1.092   | 0,37 % |
| 1996    | Parlamentswahl in Jugoslawien | 21.602  | 1,45 % |
| 1996    | Parlamentswahl in Montenegro  | 5.176   | 1,72 % |
| 1997    | Parlamentswahl in Serbien     | 16.222  | 0,39 % |
| 2000    | Parlamentswahl in Jugoslawien | 35.742  | 0,73 % |